# Tossal de les Arnes
El Tossal de les Arnes és una muntanya de 726 metres que es troba al municipi d'Argençola, a la comarca de l'Anoia.